# Deutz, Köln
Deutz är en stadsdel i Köln i Tyskland. Deutz ligger på Rhens östra strand, mittemot centrum, och skapades utifrån ett kastell. Området var under perioder självständigt innan det slutligen inkorporerades i Köln 1888. Historiskt har området haft tung verkstadsindustri med företag som Deutz AG och van der Zypen & Charlier. I Deutz återfinns bland annat Lanxess Arena och Kölns gamla mässhallar.